# Unikitty!
Unikitty! (estilizado como UniKitty!) es una serie de televisión animada estadounidense-danesa para Cartoon Network, protagonizada por el personaje Unikitty de la película de 2014, The Lego Movie.
La serie fue anunciada el 10 de mayo de 2017. En la Comic Con de San Diego de 2017, el productor Ed Skudder confirmó que la serie se estrenaría el 21 de enero de 2018. Posteriormente se dijo que la tercera temporada fue cancelada, pero eso fue desmentido por los responsables del programa. La serie finalizó el 27 de agosto de 2020 en Estados Unidos con 3 temporadas y 104 episodios.

## Trama
Como princesa del Unireino, Unikitty debe cumplir ciertas obligaciones reales que se le suelen ser impuestas por su consejero Richard, pero ella ha decidido impartir felicidad por todo el reino. Suele divertirse con su hermano y mejor amigo Perricornio, su mejor amiga la Dra. Fox, su guardaespaldas Halcondrilo y Richard.

## Personajes

### Principales
- Princesa Unikitty (voz de Tara Strong en inglés, voz de Carla Castañeda en el doblaje al español para América Latina y voz de Roser Aldabó en el doblaje al español para España): Es la princesa del Unireino, es mitad gato y mitad unicornio. Ella es muy feliz, juguetona, linda y optimista, pero tiene problemas para controlar su ira.

- Príncipe Puppycorn (Príncipe Perricornio en español, voz de Grey Griffin, voz de Analiz Sánchez en el doblaje al español para América Latina y voz de Nerea Alfonso en el doblaje al español de España): Es el hermano menor de Unikitty, es mitad perro y mitad unicornio. A veces es un poco despistado, pero también es leal, de buen corazón y el mejor amigo de su hermana.

- Dra. Fox (voz de Kate Micucci, voz de Annie Rojas en el doblaje al español para América Latina y voz de Marina García Guevera en el doblaje al español de España): Es la científica del castillo, cuyos experimentos y creaciones pueden crear y resolver problemas.
  -  Robots de la Dra. Fox: Pequeños robots que trabajan para la Dra. Fox.

- Hawkodile (Halcondrilo en español, voz de Roger Craig Smith, voz de Abraham Vega en el doblaje al español para América Latina y voz de Pep Ribas en el doblaje al español de España): Es el guardaespaldas de Unikitty, experto en karate, es mitad halcón y mitad cocodrilo, está enamorado de la Dra. Fox. Fue entrenado para ser un luchador en el Bosque de Acción y tiene un rival llamado Caimáguila, que era su antiguo mejor amigo y un híbrido de águila y caimán.

- Richard (voz de Roger Craig Smith, voz de Alejandro Orozco en el doblaje al español para América Latina y voz de Ricky Coello en el doblaje al español de España): Es un bloque de Lego de color gris y arcoíris, es el consejero real de Unikitty, y el guardián del castillo. Es muy aburrido y serio, y hace la limpieza de todo.

- Master Frown (Master Pelma en España, voz de Eric Bauza, voz de Carlo Vázquez en el doblaje al español para América Latina y voz de Eduard Doncos en el doblaje al español de España): Es el villano y enemigo de Unikitty. Él es uno de los Maestros Fatales que propaga el dolor y la miseria en todo el mundo. Esto a menudo le hace sufrir la ira de Unikitty, que quiere esparcir diversión y alegría. En el final de la serie, Master Frown / Pelma traiciona a los Maestros Fatales y se hace amigo de Unikitty y el resto de los cinco principales, antes de su redención.

- Brock (voz de H. Michael Croner, voz de Pablo Moreno en el doblaje al español para América Latina y voz de Paco Gázquez en el doblaje al español de España): Una lápida antropomorfa con una personalidad neutral que es el mejor amigo, compañero y novio de Master Frown / Pelma desde la infancia (esto se confirma en el final de la serie). Brock a menudo andaba por su apartamento jugando videojuegos en lugar de ayudar a Master Frown / Pelma con sus tramas. La única vez que se enoja es cuando Master Frown / Pelma descuida su parte de las tareas del hogar. También es el hijo de Crankybeard.

## Episodios
| Temporada | Temporada | Episodios | Episodios | Emisión original        | Emisión original        |
| Temporada | Temporada | Episodios | Episodios | Primera emisión         | Última emisión          |
| --------- | --------- | --------- | --------- | ----------------------- | ----------------------- |
|           | 1         | 40        | 40        | 27 de octubre de 2017   | 30 de marzo de 2019     |
|           | 2         | 40        | 40        | 4 de febrero de 2019    | 24 de diciembre de 2019 |
|           | 3         | 24        | 24        | 24 de diciembre de 2020 | 27 de agosto de 2020    |

## Transmisión
Tres episodios, fueron estrenados como adelantos el 27 de octubre, 17 de noviembre, y 1 de diciembre de 2017, respectivamente, antes del estreno oficial de la serie de seis episodios el 1 de enero de 2018.

## Recepción
Si bien la serie no ha recibido un consenso crítico oficial, una reseña negativa de la serie vino de psychotrip de Comicsverse.com donde él estimó que la serie es complaciente, predecible y aburrida. Terminó su reseña declarando: "Unikitty solamente resalta por lo lamentablemente superada que es por otras caricaturas. Si vas a ver una serie como ésta, mejor ve Star contra las Fuerzas del Mal. En cuanto a Unikitty, no hay nada que yo pueda recomendar que otras series que no les vaya mejor."
Mientras tanto, una reseña favorable vino de Emily Ashby de Common Sense Media, donde ella nota que las motivaciones de Unikitty puedan inspirar bien, sus amigos rendidos en trabajo grupal están dispuestos a aceptar la realidad mientras no todo vaya de acuerdo a lo planeado.

## Descontinuación
Poco después de que Cartoon Network anunciara que el episodio "The Birthday to End All Birthdays Part 2" sería el final de la serie, The Lego Group canceló la producción de la línea de juguetes. Como resultado, el tema fue descontinuado.